# Isabel Tocino
Isabel Tocino Biscarolasaga (ur. 9 marca 1949 w Santanderze) – hiszpańska polityk i prawniczka, posłanka do Kongresu Deputowanych, minister środowiska w latach 1996–2000.

## Życiorys
Studiowała prawo na Uniwersytecie Nawarry i na Uniwersytecie Complutense w Madrycie, doktoryzowała się w zakresie prawa atomowego. Została nauczycielem akademickim na UCM, gdzie osiągnęła stanowisko profesora prawa cywilnego. W latach 1971–1976 pracowała jako doradca prawny w radzie do spraw energii nuklearnej. Angażowała się w działalność społeczną, kierując Asociación Celiaca Española i wchodząc w skład prezydium stowarzyszenia konserwatywnych kobiet. Została też supernumerarią Opus Dei.
W latach 80. dołączyła do Sojuszu Ludowego, w 1989 została wiceprzewodniczącą tego ugrupowania. W tym samym roku dołączyła do powołanej na bazie AP Partii Ludowej. W 1983 po raz pierwszy została wybrana do Kongresu Deputowanych. Mandat poselski uzyskiwała następnie w wyborach w 1989, 1993, 1996 i 2002. W maju 1996 została powołana przez premiera José Maríę Aznara na stanowisko ministra środowiska, urząd ten sprawowała do końca funkcjonowania gabinetu w kwietniu 2000.
W 2002 zrezygnowała z zasiadania w parlamencie i wycofała się z życia politycznego na rzecz aktywności w biznesie. Była prezesem Siebel Systems w Hiszpanii i Portugalii. W 2006 dołączyła do rady dyrektorów grupy finansowej BANIF, należącej do Banco Santander. W 2007 powołana w skład rady dyrektorów Banco Santander, weszła też w skład tożsamego organu kompanii energetycznej Enagás. W 2008 została członkinią Rady Stanu.